# Ononis natrix
Ononis natrix — вид бобовоцвітих рослин родини бобових (Fabaceae), поширений у Середземномор'ї. Етимологія: лат. natrix — «водяна змія».

## Морфологія
Росте як чагарник і досягає зростання висот від 10 до 70 сантиметрів. Вегетативні частини рослини густо волохаті й липко залозисті. Вертикальне або висхідне стебло нерозгалужене або розгалужене від основи, і дерев'янисте при основі. Трійчасте листя з зубчастими краями. Листя довжиною від 1 до 3 см, з загостреною верхівкою. Час цвітіння від травня по липень, іноді до жовтня. Довжиною від 8 до 12 мм чашолистки зростаються тільки на короткий час. Від 12 до 20 мм довжиною віночок має типову для бобових форму. Колір пелюсток яскраво-жовтий з від червонуватими до фіолетовими прожилками. Плоди: стручок 10–25 мм, лінійний, повислий, пухнастий, з 2–27 насінням.

## Поширення
Країни поширення: Алжир; Єгипет; Лівія; Марокко; Туніс; Ірак (рідкісний на заході); Ізраїль; Йорданія; Ліван; Сирія; Туреччина (південь); Австрія; Німеччина; Угорщина; Швейцарія; Колишня Югославія; Греція — Крит; Італія (включно Сардинія, Сицилія); Франція (включно Корсика); Португалія; Гібралтар; Іспанія (включно Балеарські острови та Канарські острови). Росте у прибережних районах, сухих і піщаних місцях. Культивується як декоративна рослина.